# Palovec
Palovec is een plaats in de gemeente Mala Subotica in de Kroatische provincie Međimurje. De plaats telt 1129 inwoners (2001).